# I Knew You Were Trouble
«I Knew You Were Trouble» (название стилизованно, как «I Knew You Were Trouble.») (с англ. — «Я знала, ты станешь проблемой») — песня, написанная американской кантри и поп-певицей и автором песен Тейлор Свифт и шведскими продюсерами Максом Мартином и Shellback для четвёртого студийного альбома исполнительницы Red. Спродюсированная Мартиным и Shellback, композиция первоначально была выпущена лейблом Big Machine 9 октября 2012 года, как промосингл. Позже, 27 ноября, «I Knew You Were Trouble» была выпущена, как третий полноценный сингл из Red на территории США. В Великобритании песня стала вторым синглом из пластинки и её релиз состоялся 10 декабря 2012-го.
«I Knew You Were Trouble» получила в основном положительные отзывы от музыкальных критиков, которые хвалили мейнстримовую направленность записи, но отмечали, что Свифт не зашла слишком далеко в экспериментах с дабстепом. В первую неделю после релиза, композиция была продана в количестве 416 тыс. экземпляров в США, что помогло ей дебютировать на третьем месте в Billboard Hot 100. Сингл также попал в чарты Австралии, Канады, Ирландии, Японии, Новой Зеландии и Великобритании. Позже песня стала медленно покидать чарты, но после полноценного релиза и выпуска видео достигла новых успехов, поднявшись до второго места в Billboard Hot 100 и установила новый рекорд продаж, разойдясь за неделю тиражом в 582 тысячи экземпляров в США. «I Knew You Were Trouble» стала четвёртым самым быстро распродаваемым цифровым синглом в истории американского музыкального рынка.

## Предыстория и релиз
Когда Свифт представила «I Knew You Were Trouble» в телепередаче Good Morning America от 8 октября 2012 года, певица говорила, что она является одной из её «самых любимых песен в альбоме, так как звучит также хаотично, как и те чувства, которые [она] испытывала, когда писала её. Эта песня о разочаровании в самом себе, потому что сейчас то твоё сердце разбито, но ты же, когда впервые встретила этого человека, отчётливо видела все предупреждающие знаки и всё-равно пошла на всё это, так что это сплошной позор». СМИ сразу стали спекулировать на тему того, что песня написана о бывшем парне певицы, Джоне Мэйере, противопоставляя её другой песне певицы «Dear John» из её третьего альбома Speak Now (2010). Позже они стали предполагать, что она написана о Гарри Стайлзе из группы One Direction, с которым, как сообщалось в прессе, Свифт встречалась. Композиция была отправлена для ротации на радио. как третий сингл из Red 27 ноября 2012-го. В Великобритании релиз состоялся позднее — 10 декабря. На компакт-диске сингл (на котором также помещено видео на песню) поступил в продажу 13 декабря 2012-го через официальный магазин Свифт и интернет-магазин Amazon.com. Компакт-диски с синглом были пронумерованы и продавались, как сами по себе, так и с дополнениями в виде футболки, оформленном в стиле Red рюкзаком и уникальным блокнотом.

## Композиция
Музыкальные критики описывали "I Knew You Were Trouble" как песню в стиле данс-поп, поп-рок и тин-поп.

## Реакция критики
«I Knew You Were Trouble» получила в основном положительные отзывы от музыкальных критиков, которые хвалили мейнстримовую направленность записи, но отмечали, что Свифт не зашла слишком далеко в экспериментах с дабстепом. Джон Караманика из The New York Times назвал её «одной из лучших поп-песен этого года» и отмечал, что элементы дабстепа «появляются в середине [композиции], как комета, меняя не только настроение песни, но и карьеру мисс Свифт». В Spin сравнивали песню с первым синглом альбома «We Are Never Ever Getting Back Together» в позитивном ключе, определив композицию, как «бодрый, супер-броский поп» и «бесконечно далёкую от традиционного кантри». Автор статьи отмечал, что «да, „Trouble“ содержит изрядную долю ваб-баса… Но так как дабстеповые вставки всё чаще становятся просто очередной особенностью постоянно меняющегося поп-ландшафта, навроде автотюна или появление 2 Chainz в качестве приглашённого исполнителя, то перед нами просто очередной, чуть резче сделанный, номер от Свифт, наряженный в пост-Дэвид Геттовские данс-поп одежды». Рей Рамен из Entertainment Weekly отмечал в своём обзоре, что «I Knew You Were Trouble» «обладает таким же дерзким поп-радио шармом, который сделал другой альбомный взрывной номер, „We Are Never Ever Getting Back Together“, хитом номер один». На сайте MTV описывали трек, как «хаотичный» заострив внимание на том, что «песня охватывает все жанры музыки разом, начиная с прямолинейного мейнстримового радио-попа, кантри и заканчивая даже танцевальной музыкой, особенно в ударных припевах». Рецензия Idolator была смешанной, но обнадёживающей в том моменте, что Свифт удалось изменить её типичное звучание. В издании писали, что «хук [песни] не настолько прямолинеен, как в „We Are Never Ever Getting Back Together“, но клеймо Мартина стоит на этой песне повсюду, начиная от яркой, блестящей инструментовки и заканчивая выверенной, годной для радиоэфиров мелодией. Возможно некоторые из нас заскучают по очень личному и своеобразному авторству Свифт, но абсолютно ясно, что оно представлено в полной мере в альбоме; а привлечение этих знаменитых продюсеров к процессу дало Свифт шанс показать, что она более универсальный артист, чем просто „девушка с гитарой“».

## Каверы
Кавер песни был сделан американской металкор-группой We Came As Romans в рамках альбома Fearless Records Punk Goes Pop Vol. 6.
Канадская группа Walk Off the Earth совместно с битбоксером KRNFX опубликовали кавер-версию Архивная копия от 16 апреля 2016 на Wayback Machine песни в 2013 году.

## Список композиций
- Цифровая дистрибуция/Компакт-диск[23][24]

1. «I Knew You Were Trouble» — 3:40

## Участники записи
| - Тейлор Свифт — автор, вокал - Макс Мартин — автор, продюсер, клавишные - Shellback — автор, продюсер, акустическая гитара, электрогитара, бас, клавишные, программинг - Майкл Илберт — запись на студии MXM Studios (Стокгольм) - Сэм Холланд — запись на студии Conway Studios (Лос-Анджелес) - Скотт Борчетта — исполнительный продюсер | - Эрик Илендс — ассистент - Тим Робертс — ассистент - Джон Хейнс — звукорежиссёр - Сербан Гене — сведение на студии MixStar Studios (Верджиния-Бич) - Том Койн — сведение на студии Sterling Sound (Нью-Йорк) - Джоанн Томинага — координатор записи |

## Чарты
| Чарт (2012-13)                      | Место |
| ----------------------------------- | ----- |
| Австралия (ARIA)                    | 3     |
| Австрия (Ö3 Austria Top 40)         | 28    |
| Бельгия/Фландрия (Ultratop 50)      | 13    |
| Бельгия/Валлония (Ultratop 50)      | 29    |
| Канада (Billboard Canadian Hot 100) | 2     |
| Чехия (Rádio — Top 100)             | 27    |
| Дания (Tracklisten)                 | 3     |
| Франция (SNEP)                      | 112   |
| Ирландия (IRMA)                     | 4     |
| Израиль (Media Forest)              | 7     |
| Japan Hot 100                       | 51    |
| Нидерланды (Dutch Top 40)           | 24    |
| Новая Зеландия (Recorded Music NZ)  | 3     |
| Шотландия (OCC Scotland)            | 2     |
| Словакия (Rádio — Top 100)          | 97    |
| Швейцария (Schweizer Hitparade)     | 25    |
| Великобритания (OCC UK Singles)     | 2     |
| США (Billboard Hot 100)             | 2     |
| Adult Contemporary (Billboard)      | 29    |
| США (Billboard Adult Pop Airplay)   | 5     |
| США (Billboard Digital Song Sales)  | 1     |
| США (Billboard Pop Airplay)         | 1     |

## Сертификации
| Регион | Сертификация  | Продажи   |
| --- | ------------- | --------- |
| Австралия (ARIA) | 6× Платиновый | 420 000^  |
| Австрия (IFPI Austria) | Золотой       | 15 000*   |
| Бельгия (BEA) | Золотой       | 15 000*   |
| Канада (Music Canada) | 5× Платиновый | 400 000*  |
| Дания (IFPI Danmark) | Золотой       | 15 000^   |
| Германия (BVMI) | Платиновый    | 300 000   |
| Италия (FIMI) | Золотой       | 25 000    |
| Япония (RIAJ) | Золотой       | 100 000*  |
| Мексика (AMPROFON) | Золотой       | 30 000*   |
| Новая Зеландия (RMNZ) | 2× Платиновый | 30 000*   |
| Швеция (GLF) | Золотой       | 20 000    |
| Швейцария (IFPI Switzerland) | Платиновый    | 30 000^   |
| Великобритания (BPI) | 2× Платиновый | 1 200 000 |
| США (RIAA) | 7× Платиновый | 7 000 000 |
| * Данные о продажах приведены только на основе сертификации. · ^ Данные о тиражах приведены только на основе сертификации. · Данные о продажах + прослушиваниях приведены только на основе сертификации. |               |           |

## I Knew You Were Trouble (Taylor’s Version)
6 августа 2021 года Свифт объявила, что перезаписанная версия «I Knew You Were Trouble» под названием «I Knew You Were Trouble (Taylor’s Version)» будет включена в качестве четвёртого трека в её второй перезаписанный альбом с таким же названием, который первоначально планировался на 19 ноября 2021 года на Republic Records.
Свифт опубликовала официальный трек-лист альбома 6 августа 2021 года.
«I Knew You Were Trouble (Taylor’s Version)» вышла 12 ноября 2021 года как часть её второго перезаписанного альбома Red (Taylor’s Version) на лейбле Republic Records. В отличие от оригинального трека, название перезаписанной версии не стилизовано с точкой в конце. Критики похвалили более резкую переработку записанных музыкальных инструментов для лучшей передачи эмоций.

### Чарты
| Чарт (2021)                             | Высшая позиция |
| --------------------------------------- | -------------- |
| Австралия (ARIA)                        | 21             |
| Канада (Billboard Canadian Hot 100)     | 29             |
| Мир (Billboard Global 200)              | 23             |
| Новая Зеландия (Recorded Music NZ)      | 26             |
| Сингапур (RIAS)                         | 13             |
| ЮАР (RISA)                              | 92             |
| Великобритания (OCC UK Audio Streaming) | 42             |
| США (Billboard Hot 100)                 | 46             |